# Nuevo Arraiján
Nuevo Arraiján – miasto w Panamie; w prowincji Panama Zachodnia; 26 tys. mieszkańców (2008). Przemysł spożywczy, włókienniczy.